# Beat Jörg
Beat Jörg, né le 28 août 1958 (originaire de Gurtnellen et d'Affoltern im Emmental), est une personnalité politique uranaise, membre du Parti démocrate-chrétien (PDC). Il est membre du gouvernement uranais depuis juin 2012.

## Biographie
Beat Jörg naît le 28 août 1958. Il est originaire de Gurtnellen, dans le canton d'Uri, et d'Affoltern im Emmental, dans le canton de Berne.
Il a une formation d'enseignant et a le grade de lieutenant-colonel à l'armée.
Divorcé, il habite à Gurtnellen.

## Parcours politique
Membre du PDC, il est conseiller municipal (exécutif) de Gurtnellen de 1995 à 2012 et le préside à partir de 2012. Il y développe en particulier la collaboration avec la commune voisine de Wassen. Il participe également en 2005 à la création de l'Union des communes uranaise (Urner Gemeindeverband), qu'il préside jusqu'en 2012,.
Il est élu au Conseil d'État uranais le 11 mars 2012, en cinquième position au premier tour avec 6 365 voix (majorité absolue à 6 277 voix). Le 1er juin 2012, il prend la tête du département de la formation et de la culture. Il est réélu le 28 février 2016 au premier tour, en première position avec 11 138 voix, soit le meilleur résultat de l'histoire des élections au Conseil d'état uranais. Le même jour, il est élu landammann, soit président du Conseil d'État, avec 6 113 voix (majorité absolue à 4 078 voix). Son mandat est notamment marqué, lors de sa prise de fonction le 1er juin 2016, par l'inauguration du tunnel de base du Saint-Gothard, aux côtés de Doris Leuthard. Il est réélu au Conseil d'État le 8 mars 2020 au premier tour en deuxième position, avec 8 555 voix (majorité absolue à 5 705 voix).
Ses projets principaux à la tête du département de la formation et de la culture ont été l'introduction du plan d'études 21 dans son canton pour l'année scolaire 2017-2018 et la candidature d'Andermatt pour accueillir le futur centre national des sports de neige,,.